# Scorpions
Scorpions je njemačka hard rock grupa. Poznata je po pjesmama "Wind of Change", "Send Me an Angel", "Still Loving You", "No One Like You" i "Rock You Like a Hurricane". Grupa koja je bila izuzetno popularna 1980-ih, ali još uvijek je poznata široj javnosti, sviraju dan danas.

## Okupljanje
Rudolf Schenker, ritam gitarist osnovao je grupu 1965. godine. Isprva je Schenker bio svirač i pjevač. To se promijenilo 1969. godine, kada su u grupu ušli Rudolfov mlađi brat Michael i Klaus Meine. Godine 1972. objavili su svoj prvi album nazvan Lonesome Crow. Za vrijeme promoviranja albuma, Scorpionsi su bili predgrupa britanskoj grupi UFO. Članovi sastava UFO pozvali su Scorpionse da im se pridruže u turneji, na što su ovi pristali. Tijekom turneje, Michael Schenker je krenuo simpatizirati UFO, koji ga je pozvao da im se pridruži kao glavni gitarist, na što je on pristao. Tada se grupi priključio Ulli John Roth koji je sastavu dodao jednu potpuno novu dimenziju, te pomogao završiti promociju albuma.

## Slava
Scorpionsi u novoj postavi 1974. objavljuju album Fly to the Rainbow. Album je postao još poznatiji nego Lonesome Crow i tako su Scorpionsi postali slavni. Zatim su izdali album In Trance koji je postao jedan od najboljih njemačkih albuma te godine. 1980. godina Scorpionsi su postali jedna od najboljih europskih rock grupa. Singlom "Wind of Change" iz 1990. osvojili su mnoge nagrade.

## Kasniji dani (1993.-danas)
Scorpionsi su poslije 1970-ih i 1980-ih malo stali sa svirkom, što je označilo kraj albuma i novih pjesama. Tada su 1993. godine objavili album Face the Heat koji je skoro dosegnuo uspjeh Wind of changea. Scorpions i danas sviraju po Band Aidovima i koncertima.

## Članovi
| Sadašnji članovi - Klaus Meine — vokali (1969. - danas) - Matthias Jabbs — glavna gitara, prateći vokali (1978. - danas) - Rudolf Schenker — ritam gitara, prateći vokali (1965. - danas) - Paweł Mąciwoda — bas gitara, prateći vokali (2004. - danas) - Mikkey Dee — bubnjevi (2016. - danas) | Bivši članovi - Francis Buchholz (1973. – 1983., 1984. – 1992., 1994.) - Herman Rarebell (1977. – 1983., 1984. – 1995.) - Ralph Rieckermann (1993. – 2000., 2000. – 2003.) - Lothar Heimberg (1965. – 1973.) - Wolfgang Dziony (1965. – 1973.) - Joe Wyman (1973.) - Ulli Jon Roth (1973. – 1978.) - Michael Schenker (1970. – 1973.,1979.) - Rudy Lenners (1975. – 1977.) - Jürgen Rosenthal (1973. – 1975.) - Ken Taylor (2000.) - Curt Cress (1996.) - Jimmy Bain (1983. – 1984.) - Neil Murray (1983. – 1984.) - Bobby Rondinelli (1983. – 1984.) - Barry Sparks (2003.) - Ingo Powitzer (2003.) - Don Dokken (1981.) - James Kotak (1996. – 2016.) |

## Diskografija

### Albumi
- Lonesome Crow (1972.)
- Fly to the Rainbow (1974.)
- In Trance (1975.)
- Virgin Killer (1976.)
- Taken by Force (1977.)
- Tokyo Tapes (1978.)
- Lovedrive (1979.)
- Animal Magnetism (1980.)
- Blackout (1982.)
- Love at First Sting (1984.)
- World Wide Live (1985.)
- Savage Amusement (1988.)
- Crazy World (1990.)
- Face the Heat (1993.)
- Live Bites (1995.)
- Pure Instinct (1996.)
- Eye II Eye (1999.)
- Moment of Glory (2000.)
- Acoustica (2001.)
- Unbreakable (2004.)
- Humanity: Hour I (2007.)
- Sting in the Tail (2010.)
- Comeblack (2011.)
- Return to Forever (2015.)
- Rock Believer (2022.)

### Singlovi
- 1977.: "He’s A Woman She’s A Man"
- 1979.: "All Night Long"
- 1979.: "Lovedrive"
- 1979.: "Is There Anybody There"
- 1979.: "Another Piece Of Meat"
- 1980.: "The Zoo"
- 1982.: "No One Like You"
- 1984.: "Still Loving You"
- 1984.: "Big City Nights / Bad Boys Running Wild
- 1984.: "Rock You Like A Hurricane"
- 1984.: "No One Like You (Live)
- 1988.: "Rhythm Of Love"
- 1988.: "Passion Rules The Game"
- 1989.: "Is There Anybody There"
- 1990.: "Wind of Change"
- 1990.: "Send Me An Angel"
- 1990.: "Tease Me Please Me"
- 1992.: "White Dove"
- 1993.: "Alien Nation"
- 1993.: "No Pain No Gain"
- 1993.: "Under The Same Sun"
- 1996.: "You And I"
- 1996.: "When You Came Into My Life"
- 1997.: "Where The River Flows"
- 1998.: "To Be No. 1"
- 2000.: "Moment Of Glory"
- 2000.: "Hurricane 2000"
- 2004.: "Miracle"

## Vanjske poveznice
- Službena stranica  Arhivirana inačica izvorne stranice od 10. svibnja 2010. (Wayback Machine)